# Pequena Central Hidrelétrica Mosquitão
A PCH Mosquitão (Pequena Central Hidrelétrica Mosquitão) é a primeira usina hidrelétrica enquadrada no Programa de Incentivo às Fontes Alternativas de Energia Elétrica (PROINFA) do Governo Federal do Brasil. Quando inaugurada a usina terá capacidade de geração de 30 MW
A PCH Mosquitão está sendo construída no rio Caiapó, localizada na divisa dos municípios de Iporá e Arenópolis, no estado de Goiás. O principal acesso ao local do empreendimento é feito a partir da cidade de Goiânia, pela rodovia estadual asfaltada GO-60, distando desta cidade até a ponte sobre o rio Caiapó, entrada principal ao canteiro de obras, cerca de 280 km.
A área do lago é de aproximadamente 4 km².